# 인수동
인수동(仁壽洞)은 서울특별시 강북구에 위치한 행정동으로, 법정동은 수유동이다. 북쪽으로는 우이동, 남쪽으로는 수유제1동, 동쪽으로는 수유제2동, 수유제3동과 인접하고 있다. 북한산 등 자연녹지가 동 전체의 70%인 지역으로서, 도봉로, 인수봉로에 접하고 화계사와 정릉 간 도로가 뚫려 있어 강북구 여러 곳으로의 교통이 편리하다. 또한 가오리, 보등골 등 자연부락을 중심으로 토박이들이 많이 살고 있으며, 강북문화예술회관과 서울영어마을 수유캠프가 위치한 지역이다.

## 지명 유래
인수동이라는 이름은 북한산의 세 봉우리 중 하나인 '인수봉' 이름에서 따왔다.

## 연혁
- 1994년 11월 11일 : 수유2동에서 분동(신설)
- 1996년 9월 1일 : 임시청사(현 구의회청사)에서 청사신축 이전
- 2008년 6월 30일 : 인수동 주민센터로 동통합(구 수유5동과 수유6동)

## 교육
- 서울우이초등학교
- 서울인수초등학교
- 인수중학교

## 시장
- 장미원시장(우이동과 공유)
- 북부중앙시장

## 교통
- ● 서울 경전철 우이신설선 가오리역, 화계역

## 같이 보기
- 대한민국의 행정 구역